# Kruszewnia (Morąg)
Pour l’article homonyme, voir Kruszewnia.
Kruszewnia est un village polonais de la voïvodie de Varmie-Mazurie, dans le powiat d'Ostróda.